# Robert Christopher Ndlovu
Robert Christopher Ndlovu (Tshongokwe, 25 dicembre 1955) è un arcivescovo cattolico zimbabwese, dal 10 giugno 2004 arcivescovo metropolita di Harare.

## Biografia
Robert Christopher Ndlovu è nato a Tshongokwe il 25 dicembre 1955.

### Formazione e ministero sacerdotale
Ha studiato alla Marist Brothers Secondary School di Dete e poi al seminario maggiore di Chishawasha.
Il 28 agosto 1983 è stato ordinato presbitero per la diocesi di Hwange.

### Ministero episcopale

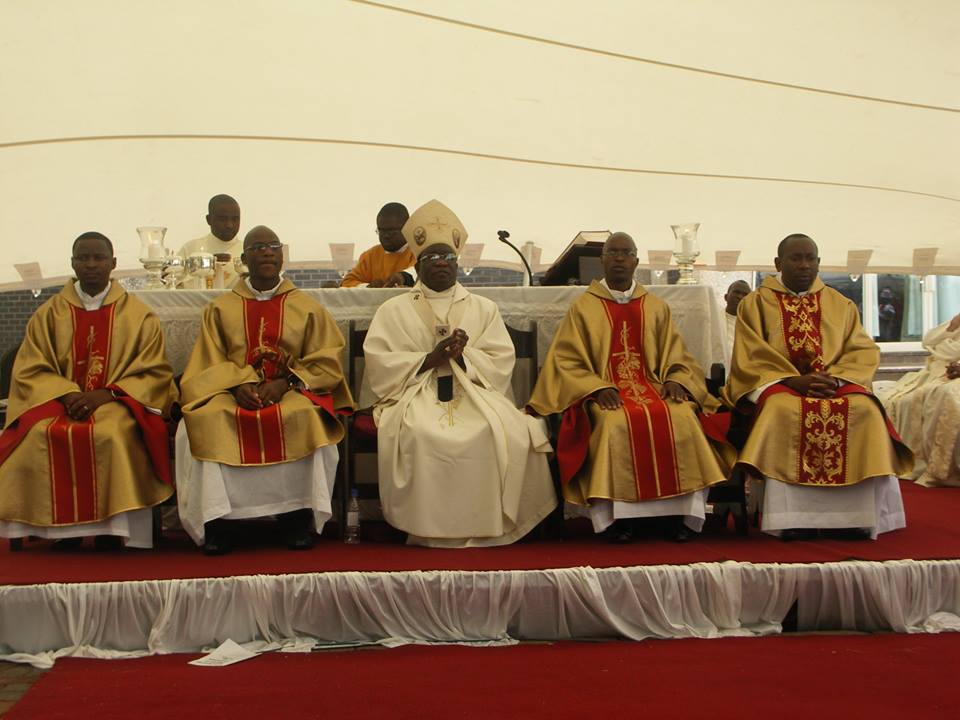
Monsignor Ndlovu durante una celebrazione liturgica.

Il 9 febbraio 1999 papa Giovanni Paolo II lo ha nominato vescovo di Hwange. Ha ricevuto l'ordinazione episcopale il 9 maggio successivo dal vescovo emerito di Hwange Ignacio Prieto Vega, co-consacranti l'arcivescovo Peter Paul Prabhu, nunzio apostolico in Zimbabwe, e l'arcivescovo metropolita di Bulawayo Pius Alick Mvundla Ncube.
Il 10 giugno 2004 lo stesso papa Giovanni Paolo II lo ha promosso arcivescovo metropolita di Harare. Ha preso possesso dell'arcidiocesi il 21 agosto successivo.
Ha apertamente criticato il regime nello Zimbabwe per gli sfratti forzati e altre violazioni dei diritti umani. Ha affermato che "il ruolo di un vescovo e della Chiesa in generale è di difendere la dignità umana e di far fluire i diritti umani dalla dignità umana".
È cancelliere dell'Università cattolica dello Zimbabwe e ha fondato la Mother Patrick Primary School a Waterfalls. Nel maggio del 2011 ha inaugurato il centro cattolico per disabili di "Santa Bakhita" a Makumbi.
Nel giugno del 2014 ha compiuto la visita ad limina.
Dal 17 febbraio 2016 al 30 dicembre 2017 è stato anche amministratore apostolico di Chinhoyi.
In seno alla Conferenza dei vescovi cattolici dello Zimbabwe è stato presidente dal 2006 al 2010 e dal maggio del 2018 al 2022 e vicepresidente dal 2014 al maggio 2018.
Dal novembre del 2019 al 26 settembre 2022 è stato segretario generale dell'Assemblea interregionale dei vescovi dell'Africa del Sud.
Dal 19 luglio 2022 al 9 dicembre 2023 ha ricoperto anche l'ufficio di amministratore apostolico di Masvingo.

## Genealogia episcopale e successione apostolica
La genealogia episcopale è:
- Cardinale Scipione Rebiba
- Cardinale Giulio Antonio Santori
- Cardinale Girolamo Bernerio, O.P.
- Arcivescovo Galeazzo Sanvitale
- Cardinale Ludovico Ludovisi
- Cardinale Luigi Caetani
- Cardinale Ulderico Carpegna
- Cardinale Paluzzo Paluzzi Altieri degli Albertoni
- Papa Benedetto XIII
- Papa Benedetto XIV
- Papa Clemente XIII
- Cardinale Marcantonio Colonna
- Cardinale Giacinto Sigismondo Gerdil, B.
- Cardinale Giulio Maria della Somaglia
- Cardinale Carlo Odescalchi, S.I.
- Cardinale Costantino Patrizi Naro
- Cardinale Lucido Maria Parocchi
- Papa Pio X
- Papa Benedetto XV
- Cardinale Federico Tedeschini
- Arcivescovo Luciano Pérez Platero
- Vescovo Ignacio Prieto Vega, I.E.M.E.
- Arcivescovo Robert Christopher Ndlovu

La successione apostolica è:
- Vescovo Dieter Bernd Scholz, S.I. (2006)
- Vescovo José Alberto Serrano Antón, I.E.M.E. (2007)
- Vescovo Paul Horan, O.Carm. (2016)
- Vescovo Raymond Tapiwa Mupandasekwa, C.SS.R. (2018)
- Vescovo Eusebius Jelous Nyathi (2023)